# Seznam členů Iron Butterfly
Následující seznam obsahuje kompletní chronologii jednotlivých sestav skupiny Iron Butterfly od jejího založení v roce 1966 až do posledního rozpadu v roce 2012.
Sestava Iron Butterfly se od svého vzniku mnohokrát změnila. Nikdo v ní nezůstal po celou dobu existence a jediným, kdo hrál na všech jejích albech, byl bubeník Ron Bushy.